# 가구라

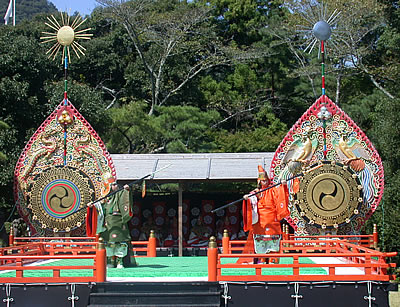
가구라 무대

가구라(일본어: 神楽 카구라[*])는 일본 고유의 신앙인 신토에서 볼 수 있는 무악(舞樂, 춤과 연주, 노래 등)을 말한다.

## 개요
일본의 신사(神社)의 제례 등에서 주로 향연되며 드물게는 불교 사찰에서 행해지는 경우도 있다. 헤이안(平安) 중기에 그 양식이 완성된 것으로 여겨지며, 현재 약 90수의 가구라우타(神楽歌)가 존재하고 있다. 가구라는 신사에 「가구라도노(神楽殿)」라는 공간이 따로 마련되어 있는 경우 그곳에서 향연되는 경우가 많다.
일반적으로 「가구라」의 어원은 「신(神)이 머무르는 곳」 또는 「초혼(招魂)・진혼(鎮魂)을 행하는 곳」을 의미하는 「가무쿠라(神座)」에서 유래했으며, 가미쿠라로도 불리는 이곳은 신들의 강림처이자 무당이 사람들의 부정한 것을 없애고 신과 사람을 매개하며 신과 사람이 하나가 되는 축제의 장으로서 이곳에서 벌어지는 춤과 노래가 오늘날의 가구라의 원형이 된 것으로 보인다. 고사기(古事記)・일본서기(日本書紀)에 등장하는, 아마노이와토 전설에서 동굴에 숨어버린 태양의 여신 아마테라스를 바깥으로 다시 불러내기 위해 신들이 모여 춤추고 노래하는 와중에 동굴 앞에서 여신 아메노우즈메(アメノウズメ)가 신들린 상태에서 추었다는 춤이 일본 가구라의 기원으로 여겨지며, 이후 아마노우즈메 여신의 자손을 칭하는 사루메노기미(猿女君)가 일본 궁중에서 진혼 의식에 관여하게 된 것으로 볼 때 본래의 가구라는 주로 초혼이나 진혼 의식을 수반한 것이었던 것으로 생각된다.
가구라는 궁중의 미카쿠라(御神楽)와, 민간의 사토가쿠라(里神楽)로 나뉘며, 또한 몇몇 신사에서는 최근에 만들어진 가구라도 상연되고 있다.

## 미카쿠라
궁중의 가시코도코로(賢所)에서 거행되는 가시코도코로 미카쿠라(賢所御神楽)를 가리키며, 예전에는 나이시도코로 미카쿠라(内侍所御神楽)라고도 불렸다. 가가쿠(雅楽)에 포함된다. 오오니에노 마쓰리(大嘗祭)의 청서당(清暑堂)에서 열린 금가신연(琴歌神宴)의 가구라, 가모 임시제(賀茂臨時祭)의 환립(還立)의 가구라, 소노나미 가라카미 마쓰리(園并韓神祭)의 가구라, 이와시미즈 하치만구(石清水八幡宮) 임시제의 가구라가 기초가 되었다고 한다. 헤이안 초기인 조호(長保) 4년(1002년) 또는 간코(寛弘) 2년(1005년)부터 격년으로 열리게 되었고 후에는 매년 개최되었다.
메이지(明治) 41년(1908년)의 황실제사령(皇室祭祀令)에서 「소제(小祭)」의 하나로 정해졌으나, 1947년에 그 제사령은 폐지되었다. 현재도 매년 12월 중순에 궁내청(宮内庁) 식부직(式部職) 악부(楽部)에서 주최하여 간략화된 미가쿠라가 가시코도코로에서 열리며, 오오니에노 마쓰리에서도 똑같이 열린다.

## 사토카구라
일반적으로 「가구라」라고 부르는 것은 이 사토카구라에 해당한다. 사토카구라라는 단어는 궁중악인 미카쿠라에 대비되어 쓰이는데, 좁은 의미로는 지금의 일본 간토(関東) 지방의 민간 가구라를 가리킨다. 일본의 전통 예능 연구자 혼다 야스지(本田安次, 1906-2001)는 다음과 같은 네 가지 계통으로 분류하였는데, 각지의 가구라에는 이들 요소가 혼합되어 있는 경우도 있는 등, 이 분류에 대해서는 현재 재분류를 검토해야 한다는 목소리가 높아지고 있다.
미코카구라(巫女神楽)(신내림계・사오토메계早乙女系)
무녀(巫女)가 추는 가구라. 본래는 신내림(神懸かり)을 위해 추던 것이 양식화되어 기도와 봉납(奉納)을 위한 춤으로 바뀌었다. 전자의 특징은 순・역방향으로 돌며 춤추는 것 등이지만 현재는 후자가 대부분이다. 한국의 무당춤처럼 방울・부채・댓잎・나뭇가지・비단 등의 물품을 들고 춘다.
도리모노카구라(採物神楽)
이즈모국(出雲国) 사다 신사(佐陀大社)의 어좌체신사(御座替神事)를 원류로 한다. 신사의 신이 새로 옮겨갈 어좌(御座)를 청결히 하기 위한 의식인 도리모노마이(採物舞)와 일본 신화나 신사가 세워지게 된 연기설화를 극화한 가미노(神能)로 이루어져 있으며, 이러한 이즈모류 가구라(出雲系神楽)의 흐름을 이어받아 연극성과 오락성을 높인 가구라가 일본 주고쿠 지방(中国地方)을 중심으로 전국에 널리 퍼졌다.
유타테 가구라(湯立神楽)(이세류 가구라)
이세 외궁(伊勢外宮)의 세쓰마쓰사(摂末社)의 가구라를 맡았던 이들이 행한 것이 각지에 퍼진 것에서 유래하였다고 한다. 시모쓰키 가구라(霜月神楽) 또는 하나마쓰리(花祭)라고도 부른다. 솥에 물을 끓여서 무녀 등이 자신이나 주변 사람들에게 그 물을 부어 정화하는 의식인 「유타테(湯立)」에 도리모노 또는 착면(着面)의 가구라가 더해진 것이다.
시시가구라(獅子神楽)
사자무(獅子舞)의 일종으로 풍류계와는 달리 사자의 머리를 신체(神体)로서 각지를 돌아다니며 기도와 공양을 받는다. 일본에는 두 가지의 계통이 있는데 도호쿠 지방(東北地方)의 야마부시 가구라(山伏神楽)와 이세(伊勢) 등지의 오오가구라(太神楽)가 그것이다.

## 오오카구라
이세 신궁이나 아쓰타 신궁(熱田神宮)의 신인(神人)이 각지를 돌며(회단回檀) 신찰(神札)을 돌리고 부뚜막 불제나 마을 사거리의 악마 불제 등에서 행했던 가구라이다. 오오가구라(大神楽)・시로가구라(代神楽)라고도 한다. 사자춤과 곡예로 이루어져 있다. 이세 오오카구라의 사자무는 회단의 앞에서 여러 마을을 돌아다니며 이세 오오카구라 계통의 사자무라고도 불렸다. 아쓰타파는 에도(江戸)에 막부가 세워질 무렵에 본거지를 에도로 옮겼는데, 여흥으로서의 곡예가 하나의 무대 예술로서의 오오카구라로 발전하여 에도 오오카구라(江戸太神楽)나 미토 오오카구라(水戸大神楽)가 되었다. 에도 말기의 요세(寄席)에서는 가구라보다도 연예적인 색채가 강한 곡예(저글링) 쪽이 많이 상연되었는데, 요세에서의 가구라는 라쿠고(落語)나 고단(講談)과는 다른 부분이 많은 오오카구라 곡예라고 한다.